# Laramie River

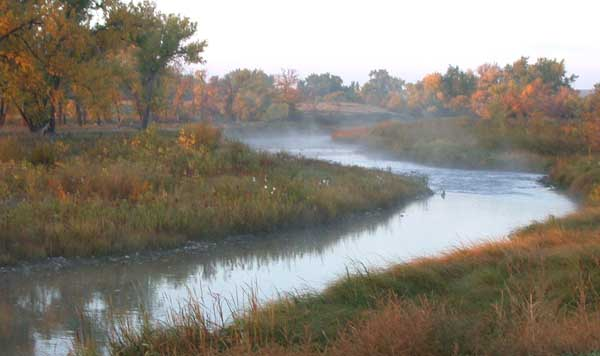
Laramie River nära utloppet i North Platte River vid Fort Laramie.

Laramie River är en omkring 450 kilometer lång flod i de amerikanska delstaterna Colorado och Wyoming. Floden utgör en biflod till North Platte River. Laramie River är uppkallad efter pälsjägaren Jacques La Ramée som utforskade området i början av 1800-talet.
Floden har sin källa i Roosevelt National Forest i Front Range, i västra Larimer County i norra Colorado. Härifrån rinner den norrut in i Wyoming på Medicine Bow Mountains östra sida. Den passerar Jelm och Wood's Landing och därifrån åt nordost ut ur bergen omkring 35 kilometer sydväst om staden Laramie. Den fortsätter norrut genom Laramie och flyter därefter samman med Little Laramie River på Laramie Plains och fortsätter genom Wheatlandreservoaren. Här flyter den vidare åt nordost genom Laramie Mountains och rinner strax utanför Wheatland samman med först North Laramie River och därefter Chugwater Creek. Den rinner slutligen samman med North Platte River vid staden Fort Laramie.
I Colorado förser floden även floden Cache La Poudre River med vatten via Laramie–Poudre-tunneln. Den omkring 3 kilometer långa tunneln färdigställdes för konstbevattning 1911.